# قرار مجلس الأمن التابع للأمم المتحدة رقم 1111
قرار مجلس الأمن الدولي رقم 1111 صدر في 9 يونيو/ حزيران 1997. يقرر فيه مجلس الأمن تمديد أحكام قراره رقم 986 عدا الفقرات 4,11,12. كما قرر إجراء استعراض شامل لجميع جوانب تطبيق قرار النفط مقابل الغذاء، وعما إذا ما كفل العراق توزيعا منصفا للأدوية واللوازم الصحية والمواد الغذائية، والإمدادات اللازمة لتلبية الاحتياجات المدنية الأساسية.